# Gypona gilva
Gypona gilva är en insektsart som beskrevs av Delong och Wolda 1984. Gypona gilva ingår i släktet Gypona och familjen dvärgstritar. Inga underarter finns listade i Catalogue of Life.